# Wissadula subpeltata
Wissadula subpeltata là một loài thực vật có hoa trong họ Cẩm quỳ. Loài này được (Kuntze) R.E.Fr. miêu tả khoa học đầu tiên năm 1908.